# Borya nitida
Borya nitida là một loài thực vật có hoa trong họ Boryaceae. Loài này được Labill. mô tả khoa học đầu tiên năm 1805.